# رؤوفين أرازي
رؤوفين أرازي (بالعبرية: ראובן ארזי‏) (11 مايو 1907 – 19 مايو 1983) كان سياسيًا إسرائيليًا شغل منصب عضو الكنيست عن حزب مابام ومعراخ بين عامي 1965 و1974.

## السيرة الشخصية
ولد أرازي في Mezhirichi في الإمبراطورية الروسية (اليوم في أوكرانيا)، وتلقى تعليمه في صالة للألعاب الرياضية في بولندا، قبل أن يدرس القانون في وارسو، حيث حصل على شهادة محامي. كما تخرج في معهد الدراسات اليهودية في المدينة. عندما كان طالبًا كان من بين قيادة الحركة الطلابية الاشتراكية الصهيونية، وانضم أيضًا إلى هشومير حتزير.
بين عامي 1933 و 1939، عمل في نظام مدارس تاربوت، ولكن في عام 1940، وبعد الغزو السوفيتي لبولندا، تم نفيه إلى جبال الأورال من قبل السلطات السوفيتية. عاد إلى بولندا في عام 1946 وأعاد تأسيس هشومير حتزير، وأصبح أمينها العام. كما كان منخرطًا في الصندوق القومي اليهودي، وصار عضوًا في مجلس إدارته.
في عام 1949، هاجر إلى إسرائيل، حيث انضم إلى مابام، الذي تشكل من خلال اندماج حزب عمال هشومير حتزير وحركة أهدوت هافودة. وفي عام 1959، أصبح السكرتير السياسي للحزب، وهو المنصب الذي شغله حتى عام 1965. في ذلك العام احتل المرتبة الخامسة على قائمة مابام لانتخابات الكنيست وانتخب للكنيست حيث حصل الحزب على ثمانية مقاعد. أعيد انتخابه عام 1969 (وهو الوقت الذي شكل فيه مابام تحالف معراخ) وعُين نائبًا لرئيس الكنيست. لقد تم وضعه في المرتبة 103 على قائمة معراخ في انتخابات عام 1973، حيث فقد مقعده حين حصل التحالف على 41 مقعدًا.
توفي عام 1983 عن عمر يناهز 76 عامًا.

## روابط خارجية
- رؤوفين أرازي على الموقع الإلكتروني للكنيست